# رود واباش
رود واباش (به انگلیسی: Wabash River) (فرانسوی: Ouabache) رودی است به رود اوهایو می‌ریزد. این رود از کشور ایالات متحده آمریکا می‌گذرد. طول آن ۵۰۳ مایل (۸۱۰ کیلومتر) است.

## نگارخانه

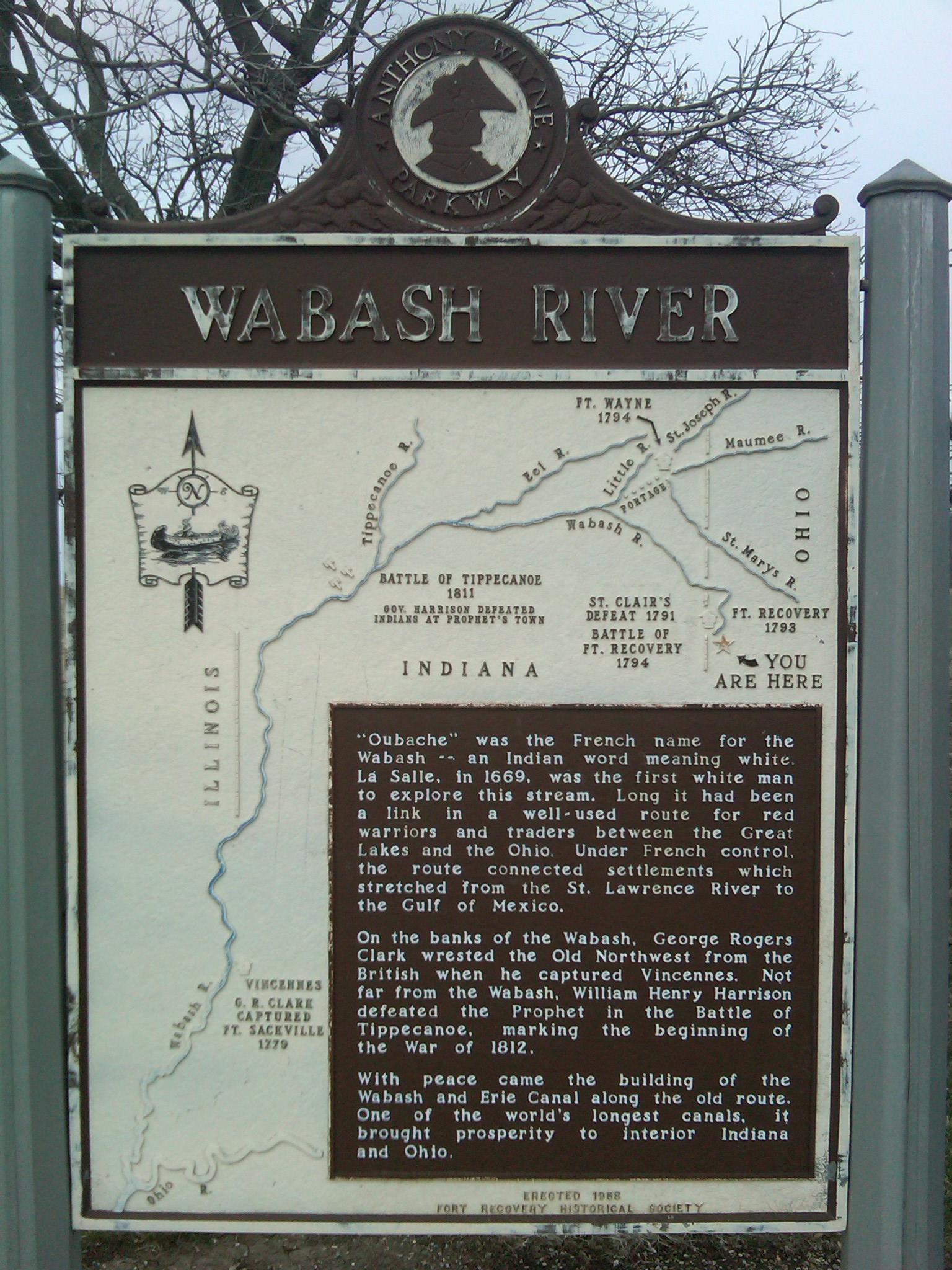
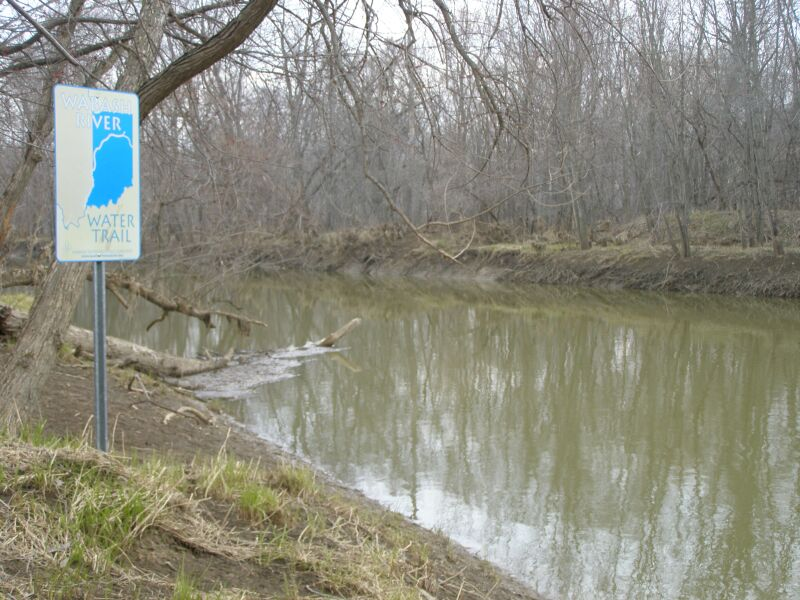
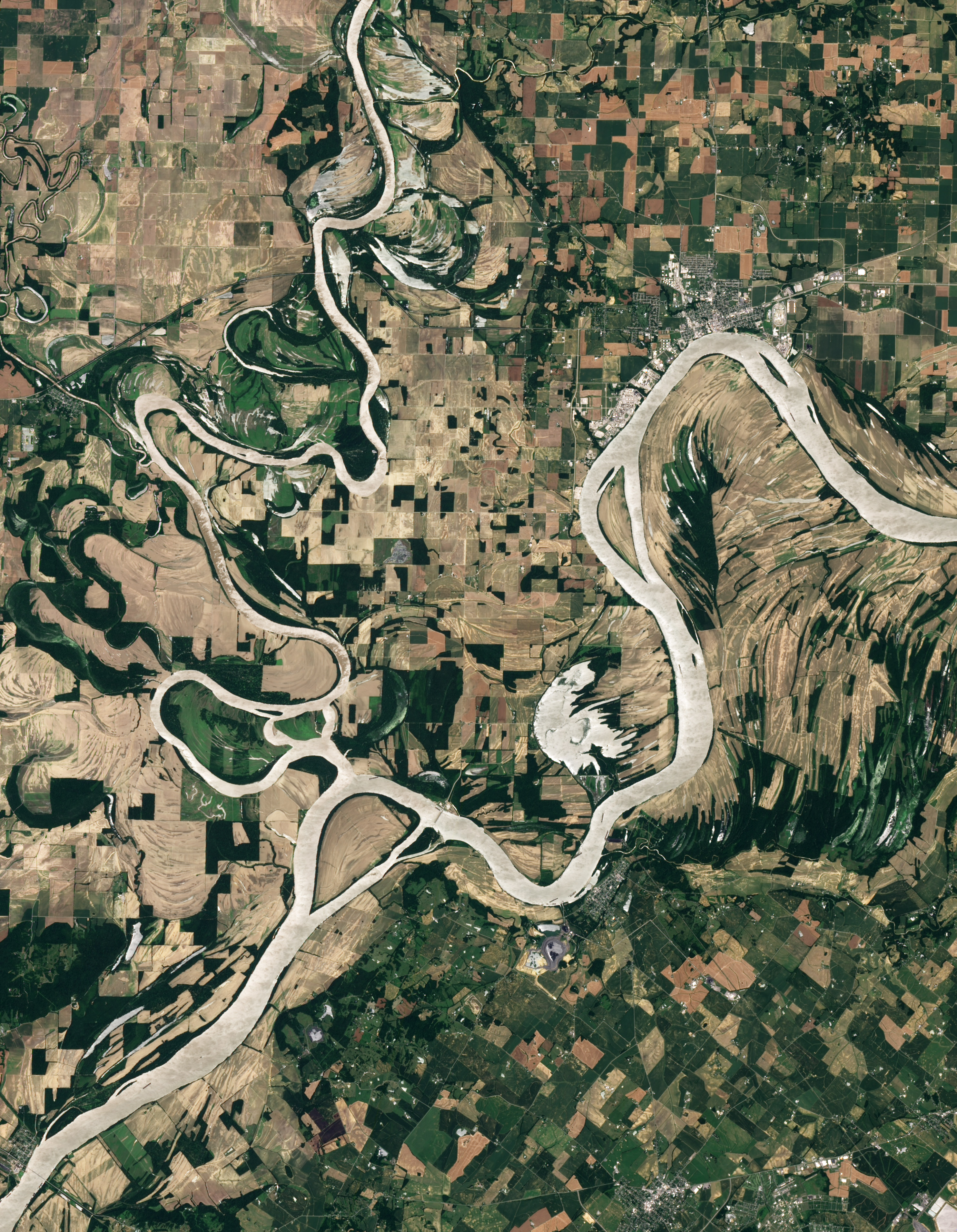